# Zatoka Guayaquil
Zatoka Guayaquil – zbiornik wodny na Oceanie Spokojnym na zachodnim wybrzeżu Ameryki Południowej. Leży na pograniczu Peru oraz Ekwadoru. Nazwa zatoki pochodzi od nazwy największego miasta – Guayaquil, położonego nad nią. Nad zatoką leżą m.in. miasta: Salinas, Guayaquil, Punta Pariñas, Tumbes.
Zatoka Guayaquil rozciąga się ponad 230 km pomiędzy Punta Pariñas w Peru i przylądkiem Punta de Santa Elena Salinas w Ekwadorze. Brzegi są płaskie i często podmokłe. W zatoce znajduje się 13 wysp o różnej powierzchni, z których największa ma 855 km². Do zatoki wpływa wiele rzek Ekwadoru i Peru rzeki m.in.: Guayas, Jubones i Tumbes. W strefie przybrzeżnej Zatoki Guayaquil znajduje się obszar namorzyn o powierzchni 3300 km² nazywany Golfo de Guayaquil-Tumbes, w którym ma siedlisko wiele gatunków zwierząt głównie ptaków i ssaków.